# Câmera Privê
O Câmera Privê é uma plataforma brasileira de entretenimento focado na interação virtual através do streaming e chat ao vivo, pioneiros no nicho de camming no Brasil e com mais de 10 anos de história.
O site se assemelha às principais redes sociais, contando com linha do tempo, stories, galeria de fotos e vídeos e troca de mensagens privadas, porém o foco é o camming. Atualmente é a maior plataforma do segmento da América Latina, com mais de 60 milhões de visitantes por mês.
O Câmera Privê surgiu em 2013 a partir de uma empresa de tecnologia da informação que oferecia, inicialmente, serviços de streaming diversos, como a transmissão de aulas de educação à distância. Além do escritório em São Paulo, com cerca de 60 funcionários, há também uma filial nos Estados Unidos, com cinco funcionários.

## Modelo de negócios
No que se refere ao modelo de negócio, o Câmera Privê funciona como uma plataforma intermediadora de pagamentos entre webcam models que desejam fazer transmissões monetizadas pela internet e usuários que querem assistir, garantindo maior privacidade dos dados e segurança no recebimento de valores. Além de transmissões ao vivo, modelos podem vender fotos, vídeos, stories e assinatura do FanClub.
A plataforma conta com mais de 8 milhões de clientes cadastrados que adicionam saldo na conta que podem ser utilizados em serviços com preços variados, de transmissões exclusivas, acesso a conteúdos e troca de mensagens.
O perfil dos cammers são em sua maioria mulheres, cerca de 61%, seguido por homens (26%), transgirls (12%) e transboys (1%). A maior parte reside no Sudeste e Sul, 35% e 25%, respectivamente, Nordeste (20%), Centro-Oeste (10%), Norte (5%) e outros países (5%). A faixa etária de modelos tem sua maioria entre 25 e 34 anos (71%).

## Crescimento no Brasil
No Brasil, o camming ganhou o impulso da televisão quando a participante do Big Brother Brasil 14 Clara Aguilar se assumiu como camgirl. No YouTube, a ex-BBB apresenta o programa chamado Às Claras, onde costuma falar sobre variados temas ligados à sexualidade humana, entrevista famosos, faz gameplays, tira dúvidas e dá conselhos sobre o camming. Clara Aguilar é camgirl há 13 anos e transmite no Câmera Privê há 8 anos.
Ao longo de 10 anos de história, o Câmera Privê atuou como promotora do camming no Brasil, participando de eventos de grande porte, como a Erotika Fair e produções do Canal Brasil.
Durante a pandemia de COVID-19, a plataforma teve um aumento no fluxo de usuários ativos no Brasil. Os acessos à plataforma cresceram 25%, chegando a picos de quase 3,5 milhões de acessos diários.
Recentemente, após o surgimento da personagem Anely, que é camgirl na novela da TV Globo Terra e Paixão, o Câmera Privê teve saltos de visitantes também, chegando a contar com picos de 25 mil usuários online durante o período onde a personagem aparecia na tela.